# Afar (regija)
Afar je jedna od devet etničkih podjela (kililocha) Etiopije. Nekada se zvala Regija 2, a dosadašnji glavni grad Asaita; preseljen je u novoizgarđeni glavni grad po imenu Semera, na cesti Avaš - Aseb.
Afarska depresija, koja se lokalno zove Danakilska depresija, je trojno raskrižje gdje se jarci koji tvore Crveno more i Adenski zaljev uvlače u kopno i sreću Istočnoafrički rasjed. Depresija, najniža točka Etiopije i jedna od najnižih u Africi, nalazi se na sjeveru regije.

## Stanovništvo
Prema podacima Središnje statističke agencije Etiopije iz 2005. godine, Afar je imao procijenjeno stanovništvo od 1,389.004, od čega su 772.002 činili muškarci, a 617.002 žene. 1,263.000 ili 90.9% stanovništva se smatralo ruralnim, dok je 126.000 ili 9,1% bilo urbano. S procijenjenom površinom od 96.707 kvadratnih kilometara, ova regija je imala procijenenu gustoću stanovništva od 14,36 ljudi po kvadratnom kilometru.
Ova procjena se temelji na popisu iz 1996. godine, prema kome je stanovništvo regije činilo 1,106.383, od čega 626.839 muškaraca i 479.544 žena. Ruralno stanovništvo imalo je 1,020.504 (92,2%), dok je urbano stanovništvo činilo 85.879. Najveće etničke skupine u regiji su; Afari (91.8%), Amharci (4,5%), Argobe (0,92%), Tigré (0,82%), Oromci (0,7%), Welajte (0,45%), i Hadije (0,013%). 96% stanovništva su  muslimani, 3,86% pravoslavci, 0,43% protestanti, 0,09% katolici, i ostali (0,02%).
Afarski jezik govori većina stanovnika (90,8%), to je i službeni jezik regije. Ostali jezici koji se govore su; amharski (6,68%), tigrinja (0,74%), oromifa (0,68%), argoba (0,4%) i volatinja (0,26%).

## Poljoprivreda
SSA je 2005. godine, procijenila da seljaci Afara imaju ukupno 327.370 goveda (što predstavlja 0,84% ukupnog broja u Etiopiji), 196.390 ovaca (1,13%), 483.780 koza (3,73%), 200 mazgi (0,14%), 12.270 magaraca (0,49%), 99.830 deva (21,85%), 38.320 svih vrsta peradi (0,12%), i 810 pčelinjaka (manje od 0,1%). SSA je na temelju istraživanja u prosincu 2003. procijenila da nomadski stanovnici imaju 1,990.850 krava (ili 83,8% životinja u regiji te godine), 2,303.250 ovaca (90,6%), 3,960.510 koza (90%), 759.750 deva (85,9%), 175.180 magaraca (92,5%), 2960 mazgi (88,6%) i 900 konja (100%).

## Fosilni nalazi
Hadar, naselje u Afaru, bilo je mjesto gdje je pronađena "Lucy", odnosno kostur Australopithecusa afarensisa, od strane Donalda Johansona iz Clevelandskog prirodoslovnog muzeja. 5. ožujka 2005. je u regiji pronađen još jedan kostur, za koga se pretpostavlja da je star 3,8 milijuna godina i za koga se tvrdi da je najstariji kostur dvonožnog hominida.
24. ožujka 2006. je dojavljeno kako je "značajno cijeli" cranium pronađen u Gawisu u regiji Gona.
Cranium vjerojatno predstavlja prijelaznu formu između Homo erectusa i Homo sapiensa.

## Predsjednici Izvršnog odbora
- Habib Ali Mirah (Afarska oslobodilačka fronta) 1992? - 1995.
- Ali Mirah Hanfadhe Afarska oslobodilačka fronta rujan 1995 - ožujak 1996.
- Ismael Ali Siro (Afarska nacionalnodemokratska stranka) ožujak 1996 - danas

(Ovaj popis se temelji na informaciji s Worldstatesmen.org.)

## Administrativne zone
Kao i ostale regije Etiopije, Afar je podijeljen u upravne zone (i jednu posebnu woredu koja ne predstavlja zonu). Međutim, te zone još nisu dobile svoja prava imena.
- Upravna zona 1 (Afar)
- Upravna zona 2 (Afar)
- Upravna zona 3 (Afar)
- Upravna zona 4 (Afar)
- Upravna zona 5 (Afar)
- Posebna woreda Argobba

## V. također
- Afarska depresija
- Afari
- Popis woreda u Afarskoj regiji